# Libbenichen

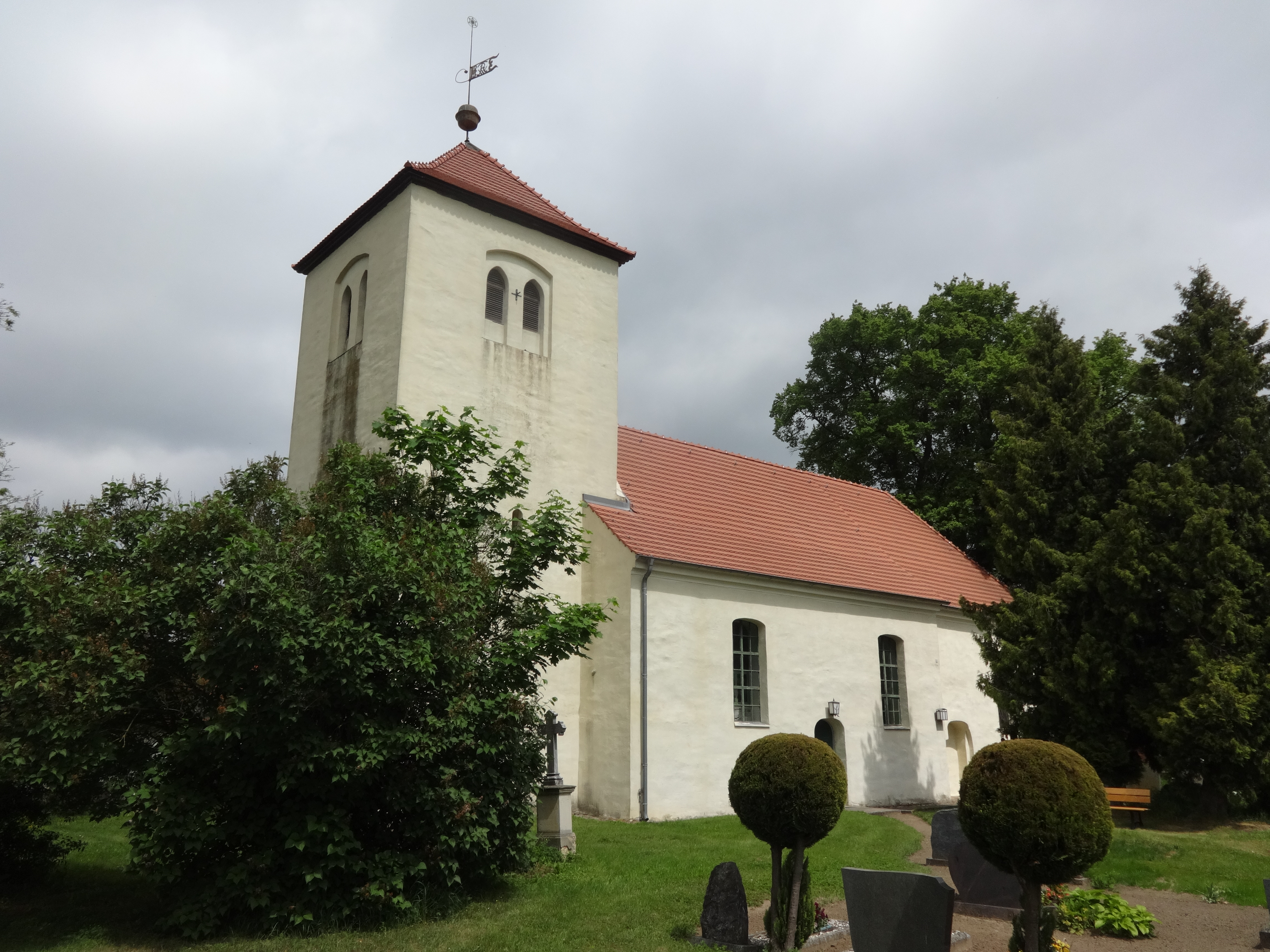
Dorfkirche Libbenichen

Libbenichen ist ein Ort im Landkreis Märkisch-Oderland in Brandenburg und ist seit dem 26. Oktober 2003 ein Ortsteil der Gemeinde Lindendorf. Zusammengeschlossen mit weiteren Gemeinden werden die Amtsgeschäfte durch das Amt Seelow-Land getätigt. Die Größe der Ortsteilgemarkung beträgt 962 ha.

## Geschichte
Ursprüngliche Besitzer des Dorfes waren die Frankfurter Brüder Bekow, die 1499 Libbenichen (damals: Lübenkem) an das Bistum Lebus verkauften. Im Gebäude der früheren Schule befindet sich im 21. Jahrhundert das Gemeindezentrum.

### Einwohnerentwicklung
| Jahr          | 1875 | 1890 | 1910 | 1925 | 1933 | 1946 | 1993 | 2000 | 2006 |
| Einwohnerzahl | 539  | 513  | 408  | 409  | 437  | 439  | 328  | 505  | 495  |

## Wirtschaft und Infrastruktur
Der Ortsteil Libbenichen liegt an der Bundesstraße 167, etwas südlich von Dolgelin. Auch dieser Ortsteil hat einen eigenen Bahnhof an der Bahnstrecke Eberswalde–Frankfurt (Oder). Heute verkehrt auf der Strecke die Ostdeutsche Eisenbahn.

## Sehenswürdigkeiten
Die Dorfkirche Libbenichen entstand im Jahr 1736 auf den Resten eines mittelalterlichen Vorgängerbaus. Bei Instandsetzungsarbeiten nach dem Zweiten Weltkrieg legten Handwerker die Reste einer mittelalterlichen Ausmalung frei. Der Kanzelkorb stammt aus der ersten Hälfte des 19. Jahrhunderts. Das Bauwerk steht wie auch das Pfarrhaus sowie das Windrad Libbenichen auf dem Birkenhof unter Denkmalschutz.